# Euproctis semperiana
Euproctis semperiana är en fjärilsart som beskrevs av Felix Bryk 1935. Euproctis semperiana ingår i släktet Euproctis och familjen tofsspinnare. Inga underarter finns listade i Catalogue of Life.